# Савин, Пётр Николаевич
Пётр Николаевич Савин (19 января [1 февраля] 1906, Москва — 8 апреля 1981, там же) — советский актёр, снялся во многих популярных советских кинофильмах. Заслуженный артист РСФСР (1958). Член КПСС с 1943 года.

## Биография
Родился в Москве 19 января (1 февраля) 1906 года. Его отец работал на заводе слесарем. Мать — домашняя хозяйка.
После окончания школы пошёл работать слесарем на чугунолитейный завод. По воле случая, в 1925 году, снялся в небольшом эпизоде фильма «Крест и маузер», съёмки в котором стали решающими в выборе будущей профессии. В этом же году Савин поступил на кинокурсы имени Чайковского, учёбу на которых стал совмещать с работой на заводе.
Окончив кинокурсы в 1927 году, стал много сниматься, играя, в основном, своих современников — молодых рабочих и деревенских парней. Среди лучших работ раннего периода: Васька («Кружева»), Тимошка («Гармонь»), Пётр Иванович («Случайная встреча»), Емеля («По щучьему велению»), Гараев («Тимур и его команда»).
В начале Великой Отечественной войны был эвакуирован в Алма-Ату, где продолжил работу на Центральной объединённой киностудии. Затем, с 1943 по 1946 годы, был актёром Центрального Театра Красной Армии. В 1946 году был принят в штат киностудии «Мосфильм» и театра-студии киноактёра (с 1951 по 1954 годы актёр уезжал в Германию, где работал в театре Группы советских войск).
Пётр Савин был трижды женат. От первого брака у него родилась дочь, от второго — сын Александр Савин, который стал кинооператором. В третий раз Пётр Николаевич женился в 1946 году и прожил с женой до самой своей кончины.
С возрастом перешёл на роли второго плана и эпизоды, играя, в основном, рабочих, руководящих работников и военных. Среди работ: Мальцев («За витриной универмага»), замполит («Солдат Иван Бровкин»), Попов («Приключения Артёмки»), Балашёв («Шторм»), Чужак («Нахалёнок»), Тимохин («Война и мир»).
В 1964 году режиссёр Владимир Монахов пригласил Савина на роль председателя исполкома в фильм «Непрошенная любовь». Пётр Николаевич был нездоров, но работать всё-таки согласился. Была зима, стояли сильные морозы. Сниматься пришлось ночью, в лёгких ботинках и тонкой куртке. В результате этих съёмок актёр подхватил двухстороннее воспаление лёгких, которое переросло в полиартрит, мучивший потом Савина всю дальнейшую жизнь. Позднее у Петра Николаевича также обнаружилась грыжа пищевода, мешавшая прохождению пищи.
Из-за болезней в 1975 году Пётр Савин вынужден уволиться с «Мосфильма».
Умер 8 апреля 1981 года. Похоронен в Москве на Востряковском кладбище.

## Фильмография
1. 1925 — Крест и маузер — хулиган
2. 1927 — Кинокарьера звонаря (короткометражный) — Петя
3. 1928 — Кружева — Васька
4. 1928 — Пленники моря — красноармеец
5. 1929 — Чёрный парус — Найдёнов, комсомолец
6. 1930 — Стыдно сказать — Федя Лещ, военный моряк
7. 1931 — Лицо врага — Яшка Степанов
8. 1931 — Разгром — Чиж
9. 1932 — Крылья — Алексей
10. 1933 — Измена — эпизод
11. 1933 — Конвейер смерти — Кристи, почтальон
12. 1934 — Гармонь — Тимошка-гармонист
13. 1935 — Дуэль (короткометражный) — Валентин
14. 1935 — Последний табор — Сенька, конюх
15. 1936 — О странностях любви — баянист санатория
16. 1936 — Случайная встреча — Пётр Иванович, конструктор игрушек
17. 1937 — Ущелье Аламасов — Светланов, кинооператор экспедиции
18. 1938 — Гайчи — эпизод
19. 1938 — По щучьему веленью — Емеля
20. 1938 — Одиннадцатое июля — солдат
21. 1939 — Борьба продолжается — Ганс, комсомолец
22. 1939 — Комендант Птичьего острова — краснофлотец
23. 1939 — Личное дело — учитель
24. 1939 — Ночь в сентябре — шахтёр, Слива, дирижёр самодеятельного оркестра
25. 1939 — Трактористы — танкист, друг Клима Ярко
26. 1940 — Тимур и его команда — Георгий Гараев, дядя Тимура
27. 1941 — Боевой киносборник № 3 — разведчик Белкин в новелле «Мужество»
28. 1941 — В тылу врага — командир батареи
29. 1941 — Весенний поток — Костя Уманцев, старший пионервожатый
30. 1943 — Сын Таджикистана — боец
31. 1944 — Поединок — дежурный администратор
32. 1945 — Это было в Донбассе — гимназист
33. 1946 — Наше сердце — конструктор
34. 1946 — Первая перчатка — болельщик
35. 1947 — Мальчик с окраины — помощник машиниста
36. 1947 — Повесть о «Неистовом» — Кочетков
37. 1948 — Мичурин — член РевКома
38. 1948 — Повесть о настоящем человеке — шофёр грузовика
39. 1948 — Путь славы — нормировщик
40. 1949 — Сталинградская битва — гвардеец
41. 1955 — За витриной универмага — лейтенант милиции Мальцев
42. 1955 — Солдат Иван Бровкин — замполит
43. 1956 — Две жизни (Сёстры) — кузнец Фёдор
44. 1956 — Море зовёт — Пётр, рыбак
45. 1956 — Обида (короткометражный) — эпизод
46. 1956 — Приключения Артёмки — матрос 2-го класса Попов
47. 1956 — Пролог — Косой
48. 1957 — Девушка без адреса — лейтенант милиции
49. 1957 — К Чёрному морю — Стрельников, преподаватель автошколы
50. 1957 — На острове Дальнем… — Кравцов
51. 1957 — Цель его жизни — Гапоненко
52. 1957 — Шторм — Степан Балашёв
53. 1958 — Дорогой мой человек — повар полевой кухни
54. 1958 — Стучись в любую дверь — шофёр такси
55. 1959 — В нашем городе (короткометражный) — эпизод
56. 1959 — Заре навстречу — Егоров
57. 1959 — Баллада о солдате — связист
58. 1959 — Судьба человека — хозяин дома
59. 1960 — Ровесник века — Бутягин
60. 1960 — Русский сувенир — начальник охотничьего хозяйства
61. 1960 — Чудотворная — Иван Макарович, председатель колхоза
62. 1961 — Девять дней одного года — официант
63. 1961 — Евдокия — начальник строительства
64. 1961 — Нахалёнок (ТВ) (короткометражный) — Чужак
65. 1961 — Человек ниоткуда — Крылов
66. 1962 — Ход конём — Феликс Павлович
67. 1963 — Первый троллейбус — милиционер
68. 1963 — Секретарь обкома — водитель Денисова
69. 1964 — Остров Колдун — Пётр Михайлович, капитан военного судна
70. 1964 — Через кладбище — Калюто, командир партизанского отряда
71. 1965 — Брошенная трубка (короткометражный) — эпизод
72. 1965 — Заговор послов — Ксенофонтов
73. 1965 — Непрошенная любовь — председатель исполкома
74. 1965 — О чём молчала тайга — директор школы
75. 1965 — Чрезвычайное поручение — матрос
76. 1965 — Война и мир. Фильм 1-й. Андрей Болконский. Фильм 3-й. 1812 год — гвардеец Тимохин
77. 1966 — Дикий мёд — Зубченко
78. 1966 — Дневные звёзды — эпизод
79. 1966 — Чёрт с портфелем — сотрудник редакции
80. 1966 — Я солдат, мама — полковник
81. 1967 — Дом 13/15 (короткометражный) — эпизод
82. 1967 — Звёзды и солдаты (СССР/Венгрия) — эпизод
83. 1967 — Пока гром не грянет (короткометражный) — артист
84. 1968 — Крах — человек Красина
85. 1968 — Семь стариков и одна девушка (ТВ) — начальник Анисова
86. 1968 — Хозяин тайги — председатель сельсовета
87. 1970 — Ватерлоо (Италия/СССР) — офицер
88. 1970 — Посланники вечности — солдат
89. 1971 — Если ты мужчина — начальник участка
90. 1971 — Тени исчезают в полдень. 5-я серия (ТВ) — бухгалтер совхоза
91. 1973 — Высокое звание. Фильм 1-й. Я — Шаповалов Т. П. — красноармеец
92. 1973 — Таланты и поклонники — обер-кондуктор